# Léry (Côte-d'Or)
Pour les articles homonymes, voir Léry.
Léry est une commune française située dans le département de la Côte-d'Or en région Bourgogne-Franche-Comté.

## Géographie
Commune située en plein Châtillonnais.

### Climat
Pour des articles plus généraux, voir Climat de la Bourgogne-Franche-Comté et Climat de la Côte-d'Or.
En 2010, le climat de la commune est de type climat des marges montargnardes, selon une étude du Centre national de la recherche scientifique s'appuyant sur une série de données couvrant la période 1971-2000. En 2020, Météo-France publie une typologie des climats de la France métropolitaine dans laquelle la commune est exposée à un climat océanique altéré et est dans la région climatique  Lorraine, plateau de Langres, Morvan, caractérisée par un hiver rude (1,5 °C), des vents modérés et des brouillards fréquents en automne et hiver. 
Pour la période 1971-2000, la température annuelle moyenne est de 10 °C, avec une amplitude thermique annuelle de 17,2 °C. Le cumul annuel moyen de précipitations est de 914 mm, avec 12,7 jours de précipitations en janvier et 8,7 jours en juillet. Pour la période 1991-2020, la température moyenne annuelle observée sur la station météorologique de Météo-France la plus proche, « Saint-Martin-du-M », sur la commune de Saint-Martin-du-Mont à 14 km à vol d'oiseau, est de 9,9 °C et le cumul annuel moyen de précipitations est de 938,1 mm,. Pour l'avenir, les paramètres climatiques de la commune estimés pour 2050 selon différents scénarios d'émission de gaz à effet de serre sont consultables sur un site dédié publié par Météo-France en novembre 2022.

## Urbanisme

### Typologie
Au 1er janvier 2024, Léry est catégorisée commune rurale à habitat dispersé, selon la nouvelle grille communale de densité à 7 niveaux définie par l'Insee en 2022.
Elle est située hors unité urbaine. Par ailleurs la commune fait partie de l'aire d'attraction de Dijon, dont elle est une commune de la couronne,. Cette aire, qui regroupe 333 communes, est catégorisée dans les aires de 200 000 à moins de 700 000 habitants,.

### Occupation des sols
L'occupation des sols de la commune, telle qu'elle ressort de la base de données européenne d’occupation biophysique des sols Corine Land Cover (CLC), est marquée par l'importance des forêts et milieux semi-naturels (50,8 % en 2018), en diminution par rapport à 1990 (51,7 %). La répartition détaillée en 2018 est la suivante : 
forêts (50,8 %), terres arables (37,9 %), prairies (5,3 %), zones agricoles hétérogènes (4 %), zones urbanisées (2 %). L'évolution de l’occupation des sols de la commune et de ses infrastructures peut être observée sur les différentes représentations cartographiques du territoire : la carte de Cassini (XVIIIe siècle), la carte d'état-major (1820-1866) et les cartes ou photos aériennes de l'IGN pour la période actuelle (1950 à aujourd'hui).

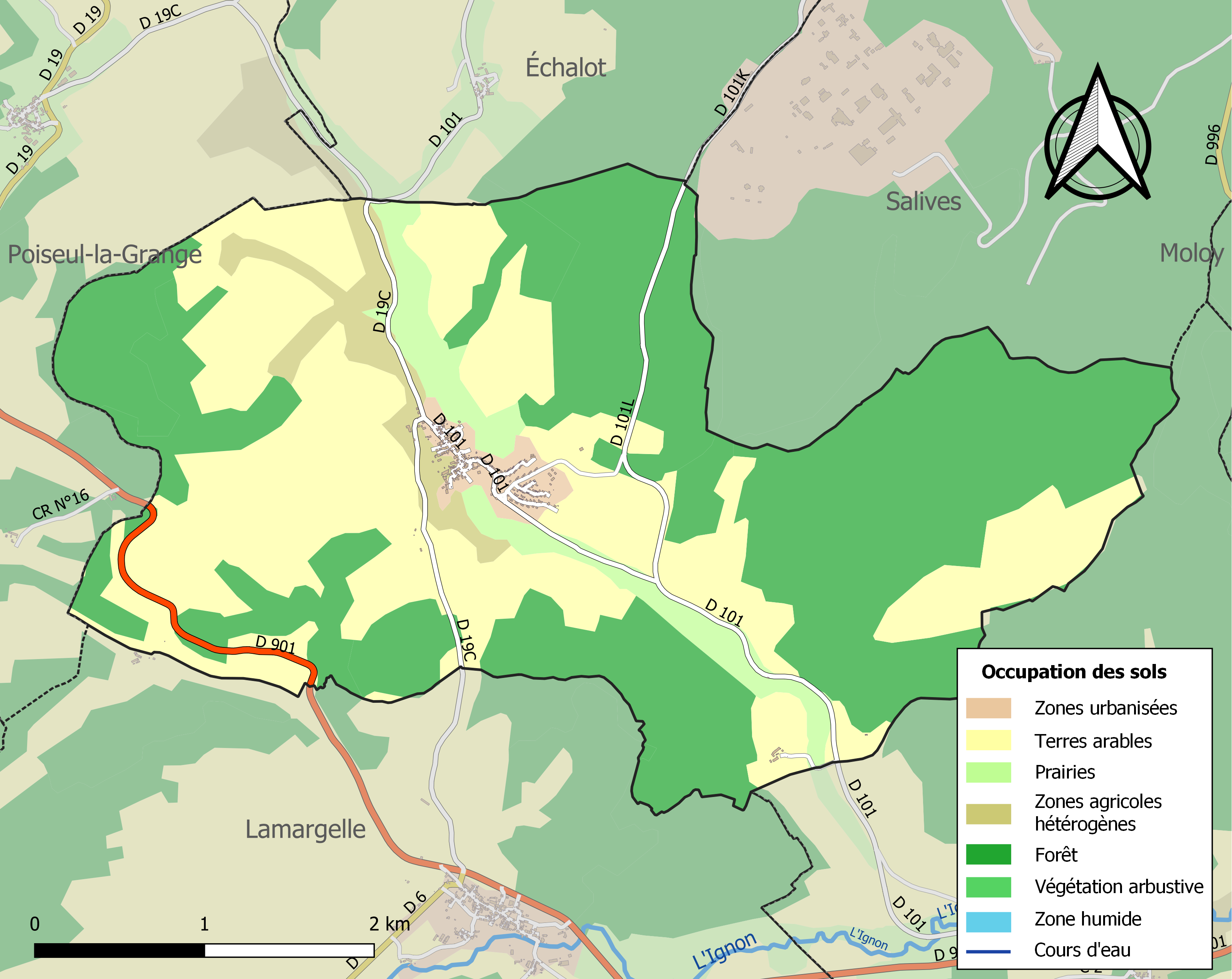
Carte des infrastructures et de l'occupation des sols de la commune en 2018 (CLC).

## Histoire
Présence humaine au néolithique, on a retrouvé dans les années 1960 des pointes de flèches de pierre taillée.
Des tombeaux du VIIIe et IXe siècles ont été découverts à l'est du village en 1892.
Par la suite la paroisse de Léry appartiendra jusqu'à la fin de l'Ancien Régime à l'abbaye de Saint-Seine.

## Politique et administration
| Période                                  | Période   | Identité          | Étiquette | Qualité     |
| ---------------------------------------- | --------- | ----------------- | --------- | ----------- |
| avant 1966                               | mars 1971 | Émile Deschamps   |           | Agriculteur |
| avril 1971                               | mars 1977 | Michel Guyenot    |           |             |
| avant 1986                               | mars 2008 | Daniel Carré      |           | Agriculteur |
| mars 2008                                | en cours  | Catherine Burille |           | Agent CEA   |
| Les données manquantes sont à compléter. |           |                   |           |             |

## Démographie
L'évolution du nombre d'habitants est connue à travers les recensements de la population effectués dans la commune depuis 1793. Pour les communes de moins de 10 000 habitants, une enquête de recensement portant sur toute la population est réalisée tous les cinq ans, les populations de référence des années intermédiaires étant quant à elles estimées par interpolation ou extrapolation. Pour la commune, le premier recensement exhaustif entrant dans le cadre du nouveau dispositif a été réalisé en 2006.

En 2022, la commune comptait 203 habitants, en évolution de +1 % par rapport à 2016 (Côte-d'Or : +0,82 %, France hors Mayotte : +2,11 %).
| 1793 | 1800 | 1806 | 1821 | 1831 | 1836 | 1841 | 1846 | 1851 |
| ---- | ---- | ---- | ---- | ---- | ---- | ---- | ---- | ---- |
| 275  | 410  | 419  | 391  | 345  | 368  | 361  | 336  | 364  |

| 1856 | 1861 | 1866 | 1872 | 1876 | 1881 | 1886 | 1891 | 1896 |
| ---- | ---- | ---- | ---- | ---- | ---- | ---- | ---- | ---- |
| 322  | 295  | 267  | 261  | 230  | 231  | 214  | 201  | 202  |

| 1901 | 1906 | 1911 | 1921 | 1926 | 1931 | 1936 | 1946 | 1954 |
| ---- | ---- | ---- | ---- | ---- | ---- | ---- | ---- | ---- |
| 199  | 176  | 168  | 150  | 125  | 127  | 116  | 121  | 109  |

| 1962 | 1968 | 1975 | 1982 | 1990 | 1999 | 2006 | 2011 | 2016 |
| ---- | ---- | ---- | ---- | ---- | ---- | ---- | ---- | ---- |
| 105  | 384  | 364  | 297  | 270  | 235  | 225  | 223  | 201  |

| 2021 | 2022 | - | - | - | - | - | - | - |
| ---- | ---- | - | - | - | - | - | - | - |
| 198  | 203  | - | - | - | - | - | - | - |

## Lieux et monuments
- Le lavoir au bord de la petite rivière, la Douix.
- L'église Saint-Barthélémy (XIIIe, limite XVe-XVIe, XVIIe et 3e quart XIXe siècle), qui fait l'objet d'une inscription au titre des Monuments historiques depuis le 23 juillet 1976[16].
- Niche-oratoire (XVIIe siècle), qui fait l'objet d'une inscription au titre des Monuments historiques depuis le 18 mars 1970[17].
- Croix du cimetière (XVIe siècle), qui fait l'objet d'une inscription au titre des Monuments historiques depuis le 26 mai 1926[18].
- Croix du bourg, inscrite monument historique en 1926[19].
- Plusieurs croix de chemin ou de carrefour.
- Fontaine monumentale, rue du Vieux Chemin.

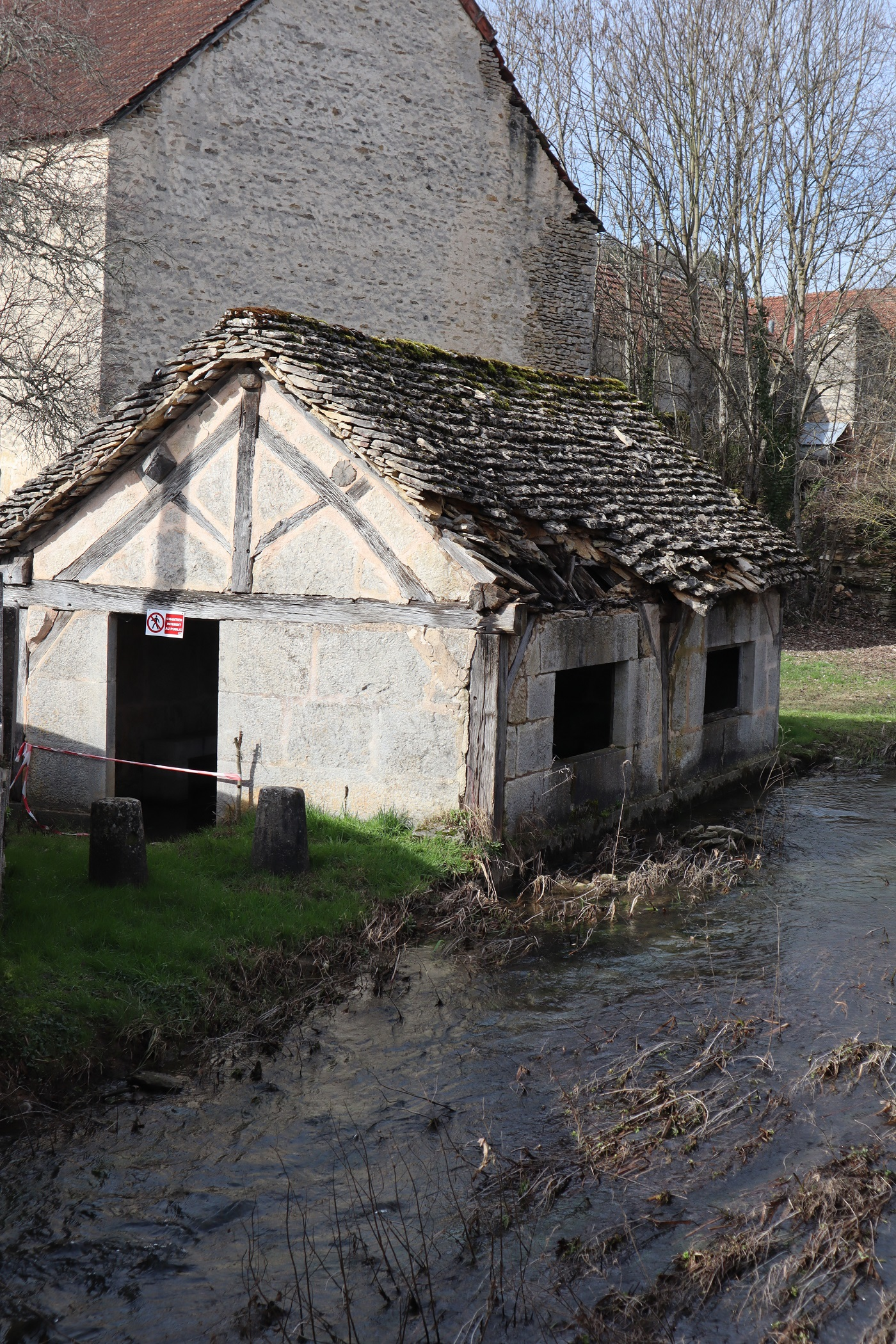
Le lavoir, au bord de la Douix.
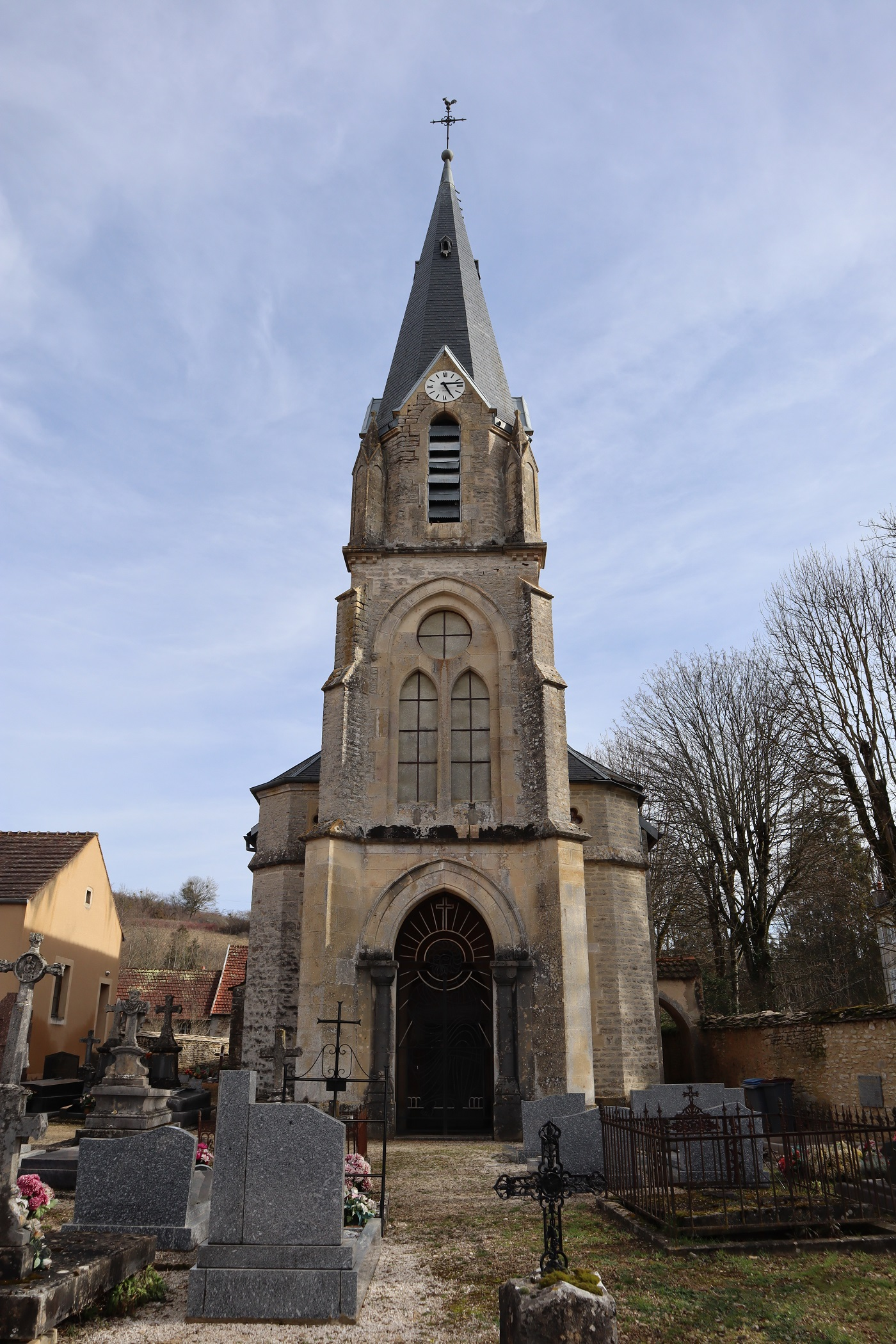
L'église Saint-Barthélémy.
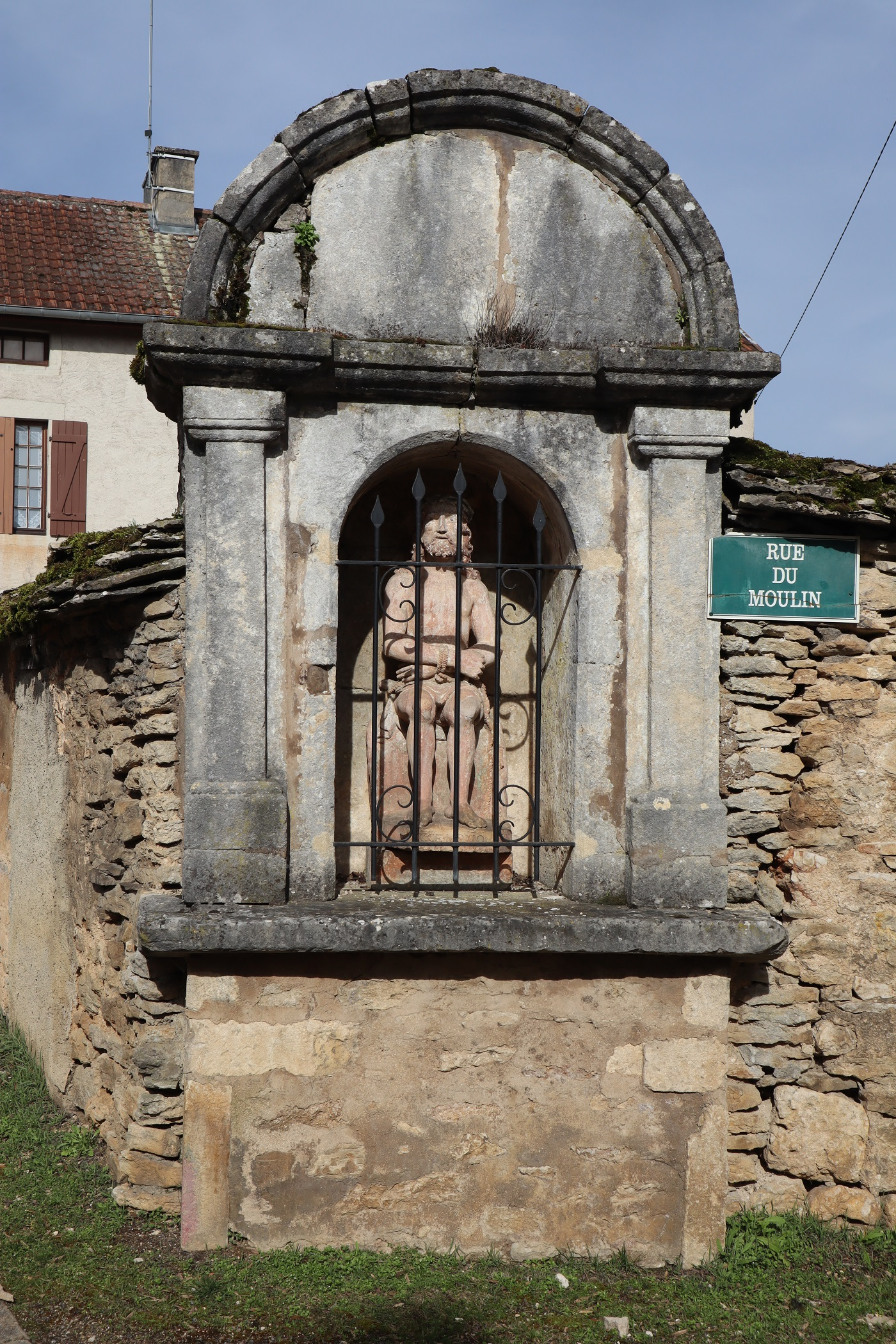
La niche-oratoire.

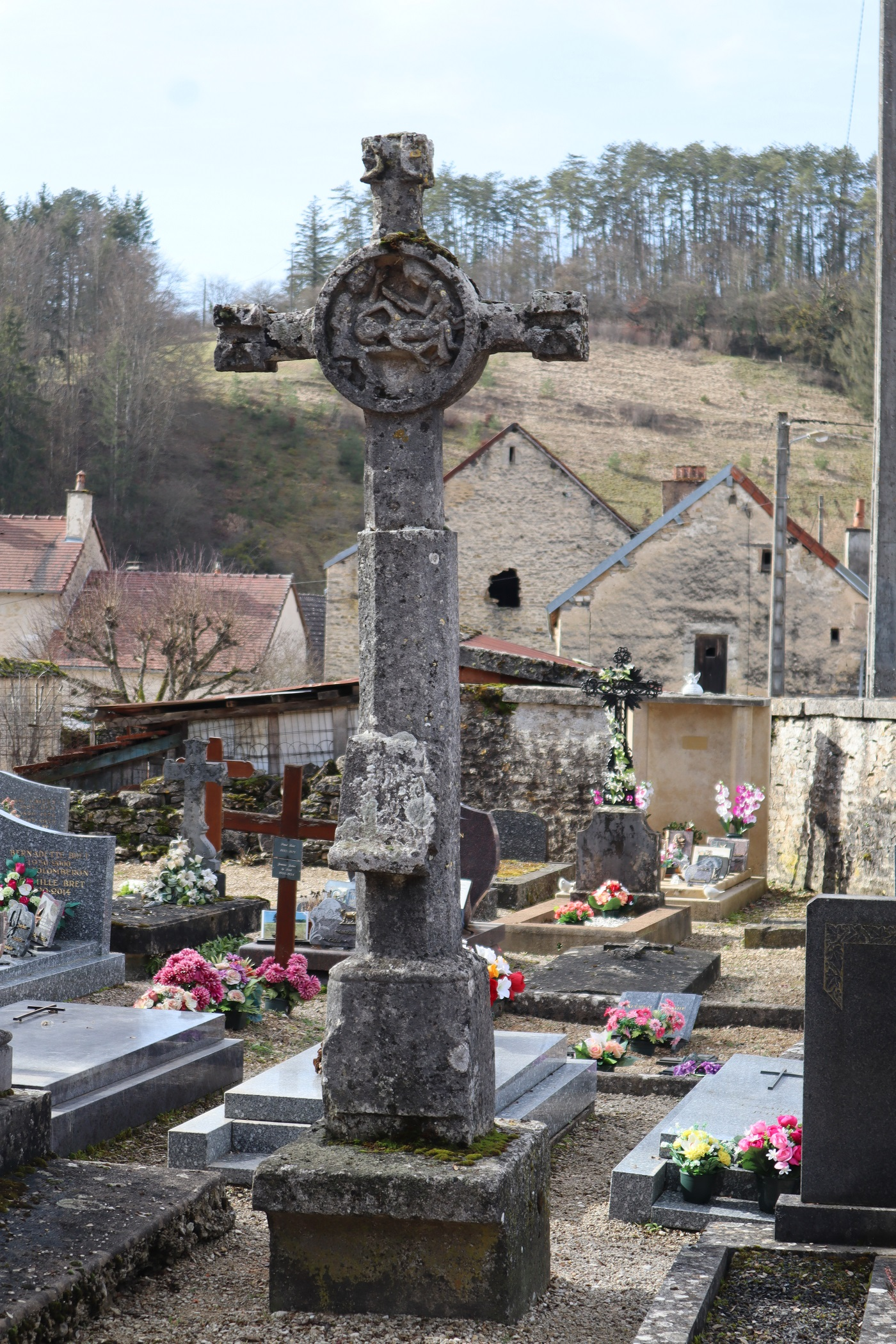
La croix du cimetière.
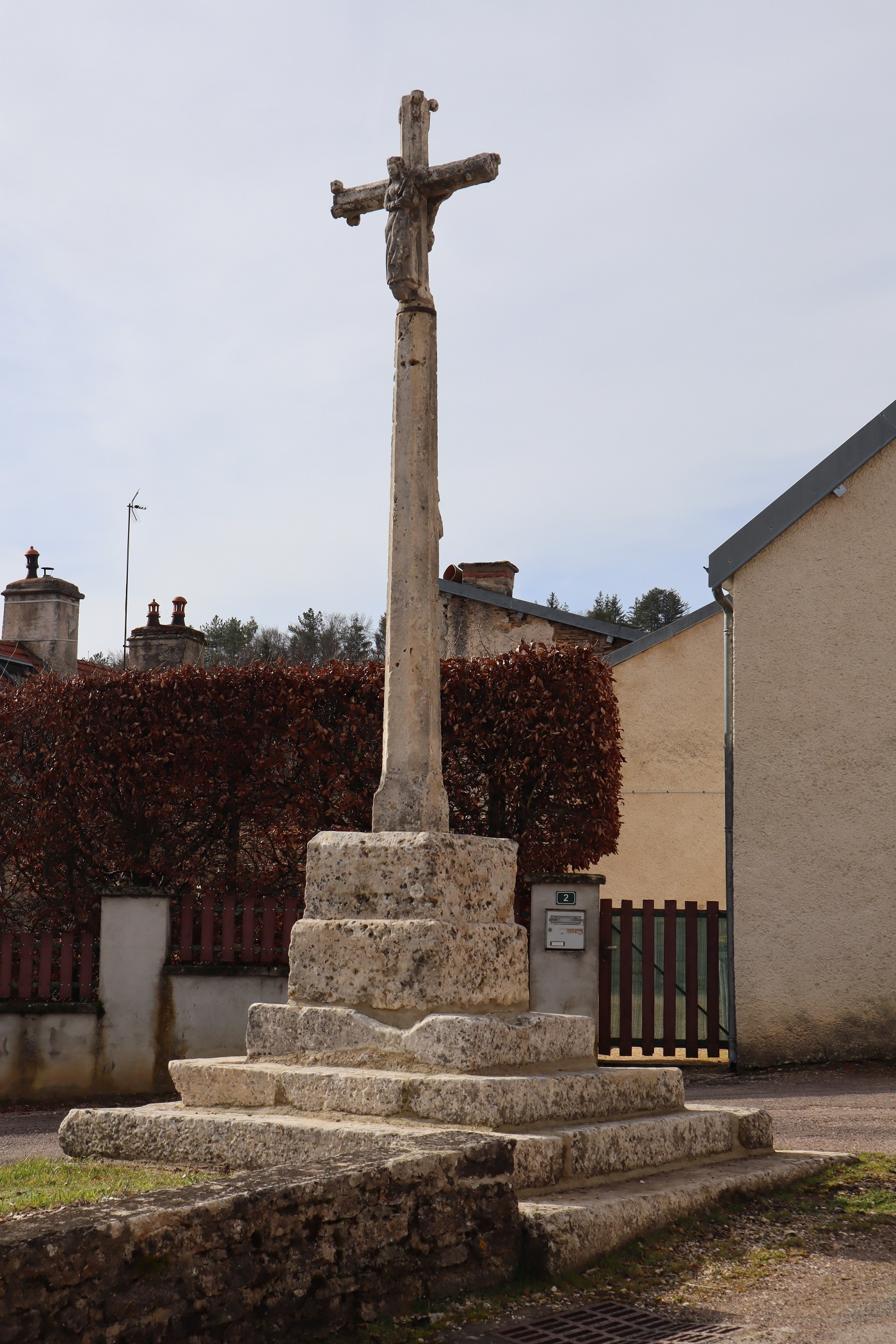
La croix du bourg.
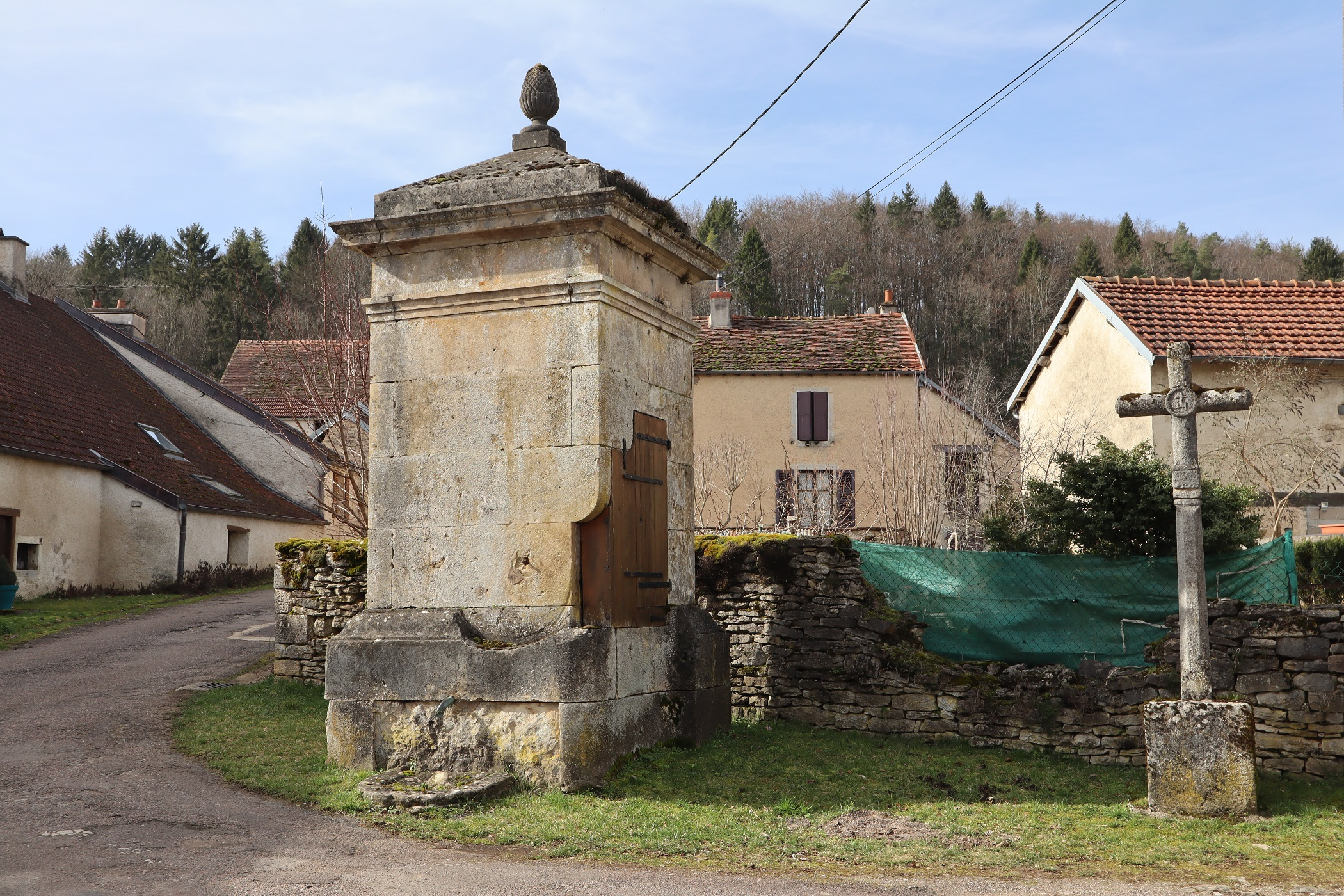
La fontaine.

## Personnalités liées à la commune
- La commune a donné son nom à Jean de Léry.
- Frédéric Lévêque (1829-1910),député sous la IIIe république (1871-1893) est né à Léry.
- Marie-Alphonse Sonnois, né à Lamargelle en 1828 a vécu à Léry, évêque de Saint-Dié puis archevêque de Cambrai.
- Augustine Bulteau (1860-1922) y organisa un cercle d'amis, artistes et écrivains, dans les années 1880-1890.

## Héraldique
| Blason de Léry | Blason  | D'or à la bande de gueules chargée de trois larmes d'argent à plomb, accompagnée en chef d'un cerf passant de sable et en pointe d'une feuille de chêne de sinople, posée en barre, le pétiole en haut. |
| Blason de Léry | Détails | Le statut officiel du blason reste à déterminer. |